# 大屋站
大屋站（日语：／ Ōya eki */?）是位於長野縣上田市大屋454號，信濃鐵道的信濃鐵道線車站。

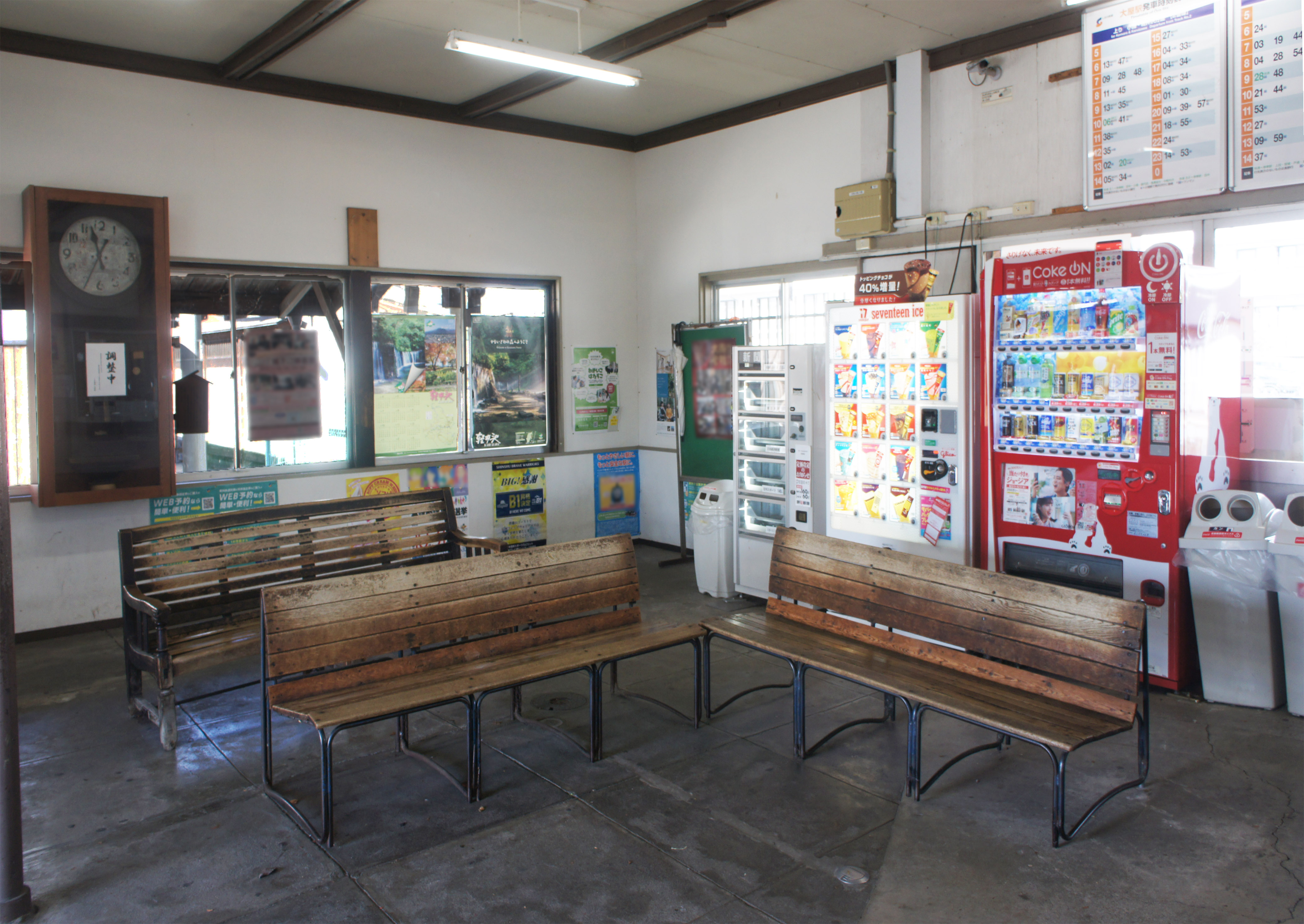
車站內部(2021年10月)

## 歷史
本站由長野縣諏訪郡一帶的蠶絲業者請求明治政府建站，以降低生絲運輸到橫濱港的所需時間，為日本最早的請願車站
- 1896年（明治29年）1月20日 - 官設鐵道信越線開設車站[1]。
- 1918年（大正7年）11月21日 - 丸子鐵道（後來為上田丸子電鐵）啟用，並開始駛入此站。
- 1925年（大正14年）8月1日 - 丸子鐵道向上田東站（日语：上田東駅）延伸。該站成為折返式路線。
- 1956年（昭和31年）4月 - 上田丸子電鐵丸子線大屋站車站大樓落成。兩鐵路公司閘口分開。
- 1969年（昭和44年）4月19日 - 上田丸子電鐵丸子線廢止。（大屋車站大樓拆毀並改建為停車場。）
- 1987年（昭和62年）4月1日 - 伴隨國鐵分割民營化，車站由東日本旅客鐵道（JR東日本）[3]。
- 1997年（平成9年）10月1日 - 隨著北陸新幹線啟用，JR東日本車站由信濃鐵道接管。
- 2003年（平成15年）7月7日 - 車站候車室內的商店「At Life」開業。
- 2007年（平成19年）11月30日 - 經濟產業省公布此站成為近代化產業遺產群33（日语：近代化産業遺産）之一[1]。

### 上田丸子電鐵大屋站
上田丸子電鐵的電鐵大屋站是在上田丸子電鐵丸子線的丸子鐵道線第一期線開通時啟用。當時為起點車站。在啟用開業當時，當於設有貨運運輸的關係，月台設有拆返式功能，國鐵信越本線會設有貨車前往此站進行丸子線。第二期線延長至上田東站，同時電鐵大屋站變為一座設有折返式的列車交會車站。該站的路軌比較複雜。截至1959年（昭和34年），此站設有少見的電氣系統傳動裝置，該裝置方便了列車交會。月台位於現時車站大樓候車室旁。在檢票口方面，當時丸子鐵道與上田丸子電鐵初期是共用的，在1956年（昭和31年）新車站大樓舎落成，兩間鐵路公司的檢查口分離。
現時電鐵大屋站遺址變成信濃鐵道直營停車場。

## 車站構造

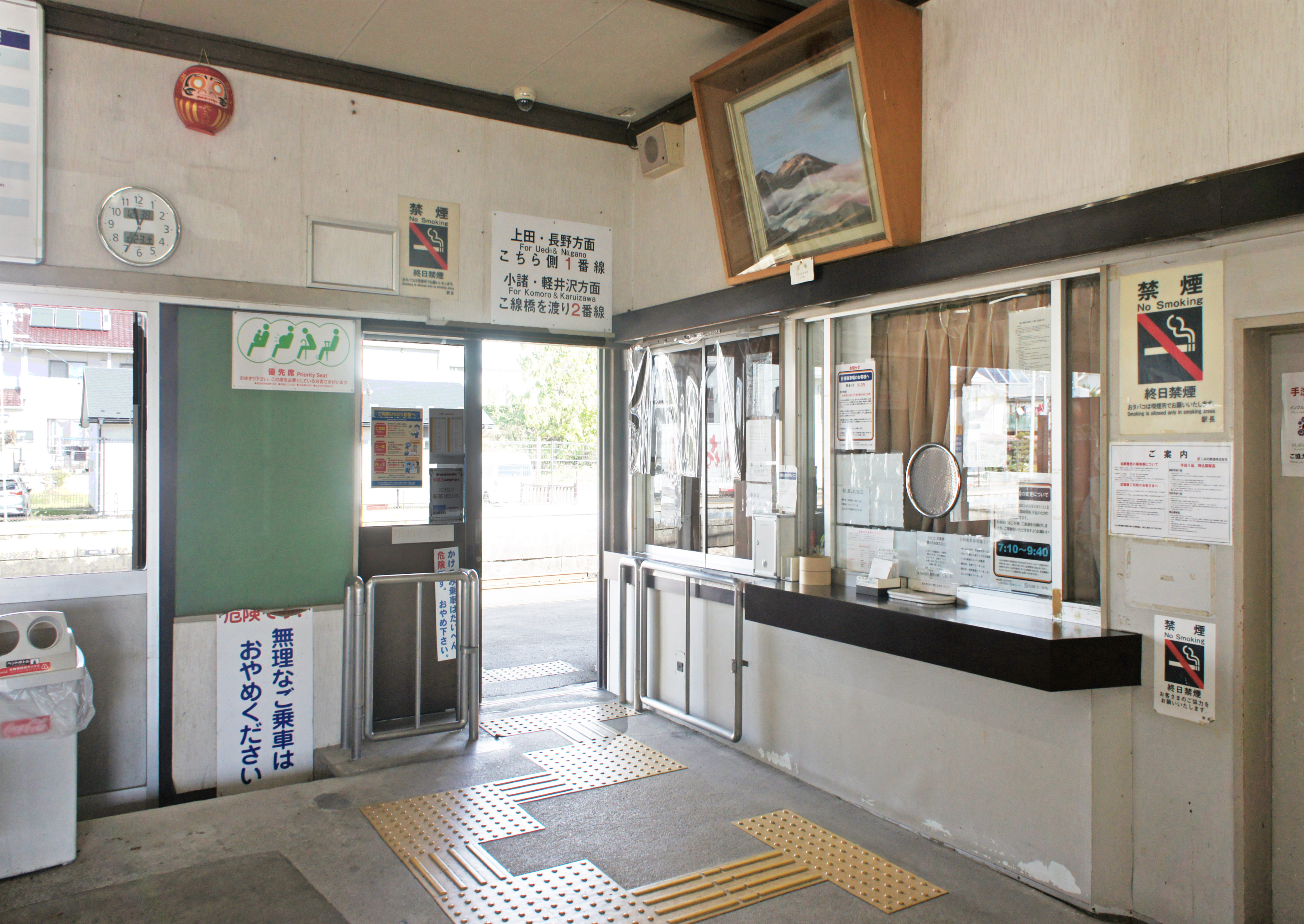
驗票口(2021年10月)

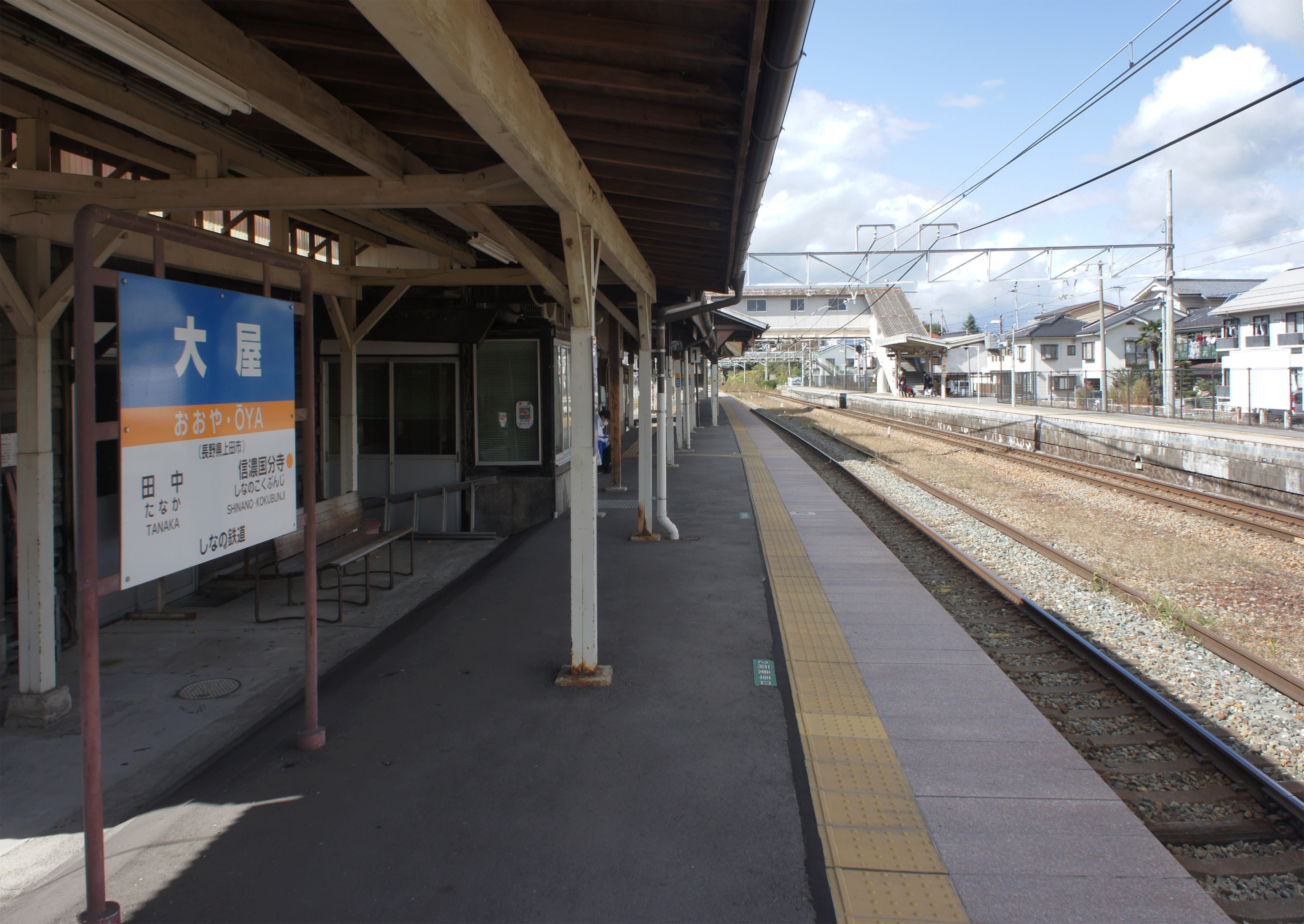
月台(2021年10月)

本站是地面車站，設有2面2線月台（下行線為相對式，上行線為島式）。曾經此站設有貨物列車專用的中線（在JR時代已經撤走）和上行待避線（在信濃鐵道接管後撤走）。在JR時代，部分特急「淺間」停靠此站。
此站委托At Life株式會社負責車站大樓。車站候車室內設有由委托員營業的「At Life」，只於平日和星期六營業，截至2016年1月，該商店已經不存在。在車站大樓側邊屋頂，設有大屋羅馬拼音頭文字「O」字的裝飾品。

### 月台
| 月台 | 路線        | 上下行 | 方向             |
| ---- | ----------- | ------ | ---------------- |
| 1    | ■信濃鐵道線 | 下方   | 長野方向         |
| 2    | ■信濃鐵道線 | 上方   | 小諸、輕井澤方向 |

此站設有發車鐘。

## 使用狀況
以下為近年乘車人次變化：
| 乘車人次變化 | 乘車人次變化     | 乘車人次變化 |
| 年度         | 1日平均 乘車人次 |              |
| ------------ | ---------------- | ------------ |
| 2000         | 1,616            |              |
| 2001         | 1,556            |              |
| 2002         | 1,474            |              |
| 2003         | 1,410            |              |
| 2004         | 1,395            |              |
| 2005         | 1,356            |              |
| 2006         | 1,329            |              |
| 2007         | 1,254            |              |
| 2008         | 1,260            |              |
| 2009         | 1,192            |              |
| 2010         | 1,151            |              |
| 2011         | 1,153            |              |
| 2012         | 1,148            |              |
| 2013         | 1,181            |              |
| 2014         | 1,132            |              |
| 2015         | 1,112            |              |
| 2016         | 1,088            |              |
| 2017         | 1,041            |              |

## 車站周邊
- 國道152號（日语：国道152号）
  - 大屋橋（日语：大屋橋）
- 大屋郵局
- 海野宿（日语：海野宿）[1]
- 信州國際音樂村[1]

## 巴士路線
上田站方向的巴士路線中，除了佐久上田線外，JR巴士均不會駛入車站迴旋路，而是停靠於大屋站前路口南邊的新聞販賣店前（對面是居酒屋前）。佐久上田線停靠於國道18號線上，大屋西路口東邊附近（步行約5分鐘）的大屋北巴士站。
JR巴士關東
- 大屋站 - 中央醫院前 - 丸子站 - 長久保 - 姬木平中央 〔前往中央病院前的班次較少〕
- 大屋站 - 上田站 〔班次較少〕

千曲巴士
- 大屋站 - 丸子站 - 宮澤 - 大鹽 - 鹿教湯溫泉 - 奧鹿教湯（鹿教湯三才山醫院）
- 大屋站 - 丸子站 - 下沖（星期六、日及假日暫停服務）
- 大屋站 - 上田站 - 下秋和
- 佐久上田線 臼田勝間 - 佐久綜合醫院 - 野澤巴士中心 - 岩村田 - 佐久平站 - 小諸站 - 田中 - 大屋北（國道１８號大屋西路口東邊附近） - 上田站 - 下秋和

東信觀光巴士
- 大屋站 - 虎御前 - 牛鹿 - 蘆田役場前

上田市 橙巴士
- 神川、神科路線 : 逢星期二、五服務，每日2班。於站前迴旋路出發

上田市 丸子地域循環巴士 Marinko號　
- 東路線 : 石井巴士站（於縣道大屋蘆田線石井路口東邊附近。距離車站約500米）每日上下行2班

## 相鄰車站
信濃鐵道
■信濃鐵道線
- 觀光列車「六門」停車站

□快速
田中－大屋－上田
■普通
田中－西上田－信濃國分寺

### 曾經存在的路線
上田丸子電鐵
■丸子線（廢除前一刻）
東特前－電鐵大屋－信濃石井

## 注腳
1. 1 2 3 4 5 6 7 8 9 10 11 12 13  信濃毎日新聞社出版部. . 信濃毎日新聞社. 2011-07-24: 246. ISBN 9784784071647 （日语）.
2. 1 2  日本絹の道／日本初の請願駅・大屋駅 （页面存档备份，存于） 山浦直人（交通史研究者）、おらほ放送局（長野大学前川道博研究室）
3. ↑  《交通年鑑 昭和63年版》交通協力會，1988年3月。
4. ↑  「上田市之統計」

## 外部連結
- 大屋站（信濃鐵道） （页面存档备份，存于）（日語）